# Thoughts: 9 years in the sanctuary
Thoughts: 9 years in the sanctuary es un álbum recopilatorio de la banda de Dark Wave francesa Dark Sanctuary lanzado en junio de 2005, después de haber lanzado su álbum Les Mémoires Blessées y antes de pasar al siguiente trabajo de la banda, el proyecto doble titulado Exaudi Vocem Meam - Parte 1 y Parte 2.
Su duración total es de 67:04 y fue únicamente lanzado en el mercado estadounidense. En este trabajo se incluye la versión extendida de la pista «Les larmes du méprisé» contenido en el álbum L'être las - L'envers du miroir.
- Datos: Q6146190